# جی. چارلز هیدون
جی. چارلز هیدون (انگلیسی: J. Charles Haydon; ۲۷ مارس ۱۸۷۵ – ۱۵ اکتبر ۱۹۴۳) کارگردان فیلم، فیلم‌نامه‌نویس و بازیگر اهل ایالات متحده آمریکا بود.
وی بازیگر فیلم‌هایی همچون گرگ دریا (فیلم ۱۹۱۳) و کارگردان فیلم‌هایی همچون دکتر جکیل و آقای هاید بوده‌است.